# Florisvaldo dos Santos Trigueiros
Florisvaldo dos Santos Trigueiros (Bahia, 09 de março 1919), foi um museólogo e numismata brasileiro.
"O professor Santos Trigueiros foi o primeiro museólogo brasileiro a assinar a planta de um museu: o moderno Museu de Valores do Banco Central, em Brasília. É autor dos verbetes "Dinheiro" e "Papel-Moeda", nas enclopédias Delta-Larousse e Britânica.

## Obras[4]
- O Museu, Órgão de Documentação - Revista do Serviço Público - páginas 91 e 94 Rio de Janeiro Novembro de 1952;
- Aspectos da Arte na Bahia - edição particular - Rio de Janeiro, 1953;
- O Museu, Órgão de Documentação - Cadernos AABB - Rio de Janeiro, 1955;
- Museus, Sua Importância na Educação do povo - Irmãos Pongetti editores - Rio de Janeiro, 1956;
- Economia Política Pequena Bibliografia - Cadernos AABB - Rio de Janeiro, 1957;
- Les Musées des banques en Amérique - Revista Museum Volume X nº 4 páginas 268 a 272 - UNESCO - Paris, 1957;
- Museu e Educação - Título da 2ª Edição de Museus, Sua Importância na Educação do povo - Irmãos Pongetti Editores - Rio de Janeiro, 1958;
- Moedas e Cédulas - Classificação, Conservação e Seleção - Banco do Brasil S.A. Museu e Arquivo histórico - Rio de Janeiro, 1964;
- Dinheiro no Brasil - Reper Editora e Publicidade - Rio de Janeiro, 1966;
- Papel Moeda - Exposição durante reunião do FMI - Banco Central do Brasil - Rio, 1967;
- Dinheiro no Brasil (Síntese Histórica) - Para a exposição organizada pela Caixa Econômica Federal e Banco Central do Brasil, Ano da Unificação das Caixas Economicas, 1970;
- Iconografia do Meio Circulante - VOl. 8 das publicações oficiais do Sesquicentenário da Independência - Gerência do meio Circulante - Banco Central do Brasil, 1972;
- Dinheiro no Museu - Editora Expressão e Cultura - Rio de Janeiro, 1972;
- Cédulas do Brasil - Catálogo da Exposição organizada pelo museu de Arte de São Paulo e o museu de Valores do Banco Central do brasil, de 12 de novembro a 7 de dezembro de 1975 - Banc Central do brasil, 1975;

Em Colaboração:
- Recursos Educativos dos Museus Brasileiros - INEP - ONICOM - Rio de Janeiro, 1958;
- Cédulas Brasileiras da República - Emissões do Tesouro Nacional - Banco Central do Brasil S.A. Museu e Arquivo Histórico - Rio de Janeiro, 1965;
- Um Estudo sobre a Equivalência entre a Percepção Visual e a Percepção Tátil - Experiência realizada com cegos no Museu do Índio, em agosto de 1968 - edição particular - Rio de Janeiro, 1968;
- Enciclopédias - Delta Larousse e Mirador;